# Psolus ephippifer
Psolus ephippifer is een zeekomkommer uit de familie Psolidae.
De wetenschappelijke naam van de soort werd in 1877 gepubliceerd door Charles Wyville Thomson.